# مرکز مرکیتس
مرکز مرکیتس در دانشگاه جرج میسن (GMU) در ایالات متحده یک اندیشگاه پژوهشی، ترویجی و آموزشی غیرانتفاعی با جهت‌گیری به سوی بازار آمریکایی است. این مرکز با متخصصین سیاستگذاری، لابیگران و مسئولین دولتی به منظور مرتبط سازی یادگیری دانشگاهی و آنچه جهان واقع در عمل رخ می‌دهد کار می‌کند. این مرکز که نام خود را از واژهٔ لاتین برای «بازارها» می‌گیرد، مدافع رویکردهای بازار آزاد به سیاست عمومی است. ال کمن ستون‌نویس واشینگتن پست، مرکیتس را یک مرکز شدیداً مخالف مقررات گذاری که بودجه اش عمدتاً از سوی  صنایع کوک تأمین می‌شود توصیف می‌کند.

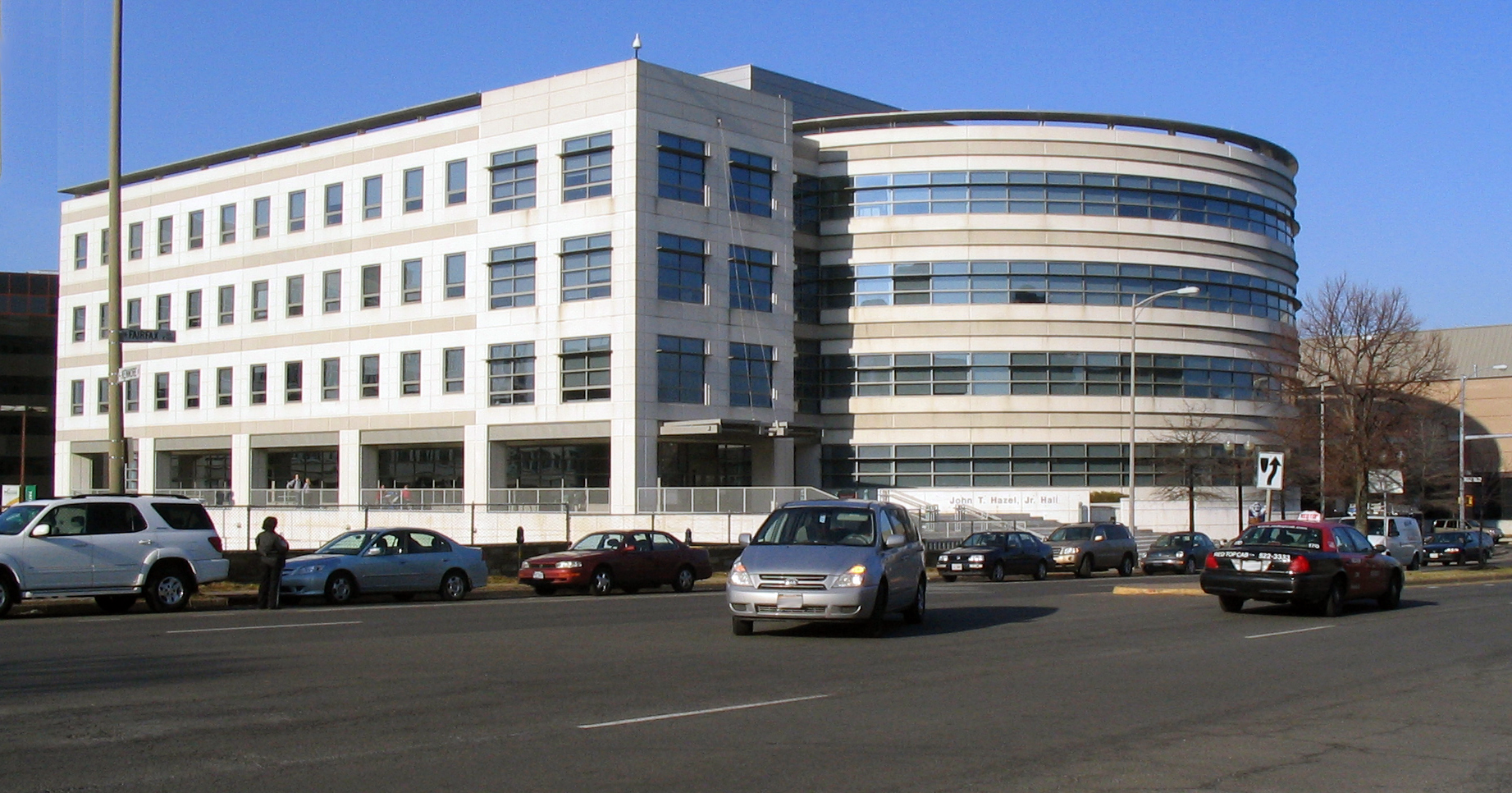
هال هیزل، مل